# Veguería de Andorra
En Andorra el veguer es un magistrado responsable del orden público.
Andorra se encuentra bajo la autoridad mancomunada e indivisible de los dos Copríncipes de Andorra: el Obispo de Urgel (España) y el Presidente de la República Francesa, quienes delegan sus respectivos poderes en dos funcionarios conocidos como veguer (el sustantivo no admite la forma plural vegueres): el veguer episcopal y el veguer francés.
Desde 1981 y hasta la fecha, el veguer francés sistemáticamente ha delegado sus facultades en un magistrado miembro del Poder Judicial francés. A partir de 1988 el veguer episcopal empezó a hacer lo mismo y desde entonces ha delegado sus facultades en un magistrado español. 
Se considera que tales funcionarios son, cada uno, delegados de las soberanías protectoras y que cada uno de los veguer representan a la República Francesa y el Obispado de la Seo de Urgel, respectivamente.
- Datos: Q6159985